# Rue Charles-Infroit
La rue Charles-Infroit est une voie de communication située à Meudon, dans les Hauts-de-Seine, en France.

## Situation et accès

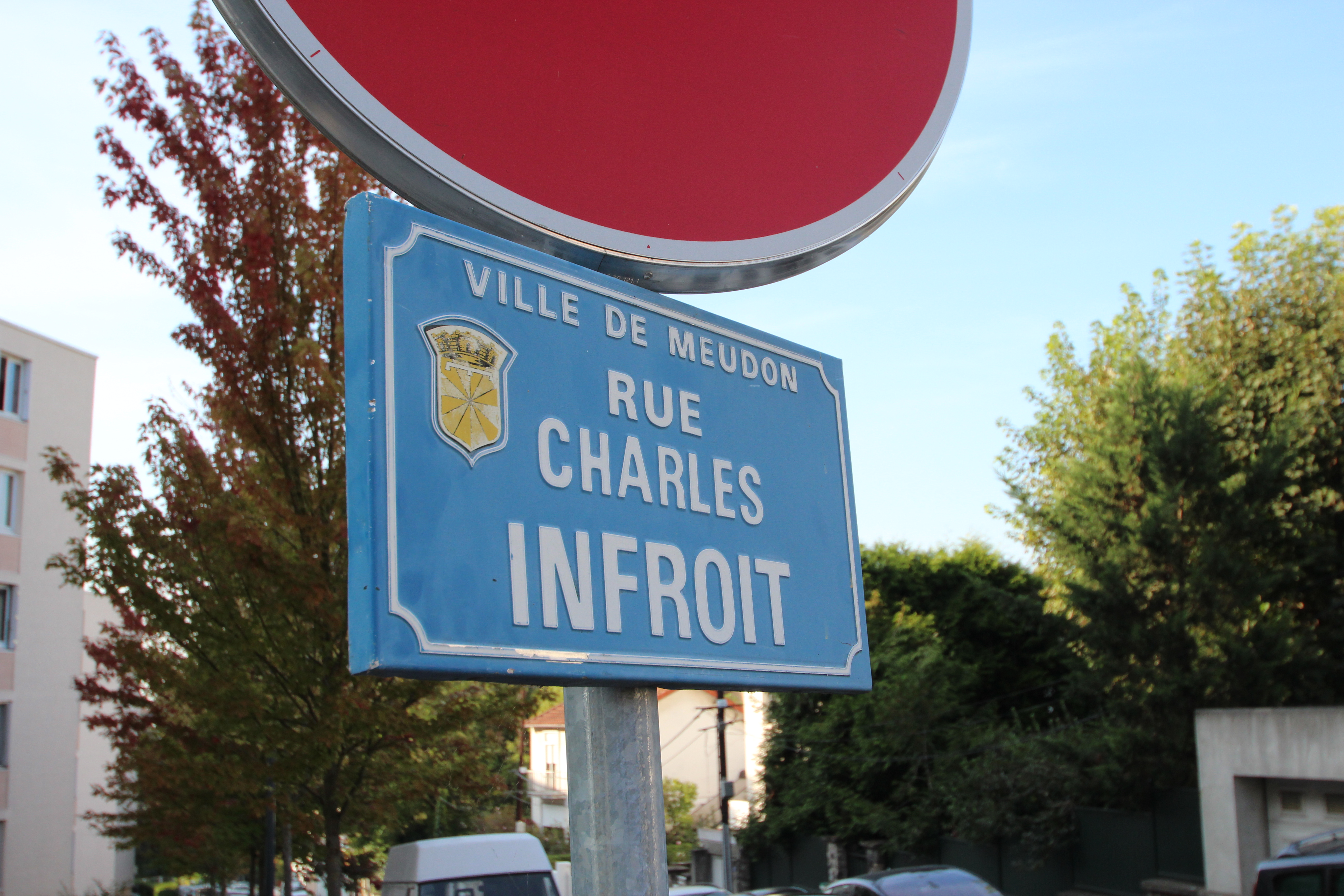
Plaque émaillée Rue Charles-Infroit et sens interdit, Meudon, en 2014.

La rue Charles-Infroit commence au nord-ouest dans l'axe de la rue Banès, au croisement de la rue Henri-Barbusse. Elle se termine à l'ancienne rue de l'Orphelinat, aujourd'hui rue du Père-Brottier et rue de Rushmoor.
Fortement en pente, elle mène au fond du Val-Fleury où fut tracée à la fin du XIXe siècle la ligne des Invalides à Versailles-Rive-Gauche, dont la gare de Meudon-Val-Fleury, construite en 1901, assure la desserte ferroviaire du quartier.

## Origine du nom
Cette rue a été nommée en hommage au docteur Charles Infroit (1874-1920), radiologue à l'hôpital de la Salpêtrière, mort victime de la science.

## Historique
C'est avant-guerre que la partie sud-est de la rue Banès fut renommée, en hommage au célèbre médecin.

## Bâtiments remarquables et lieux de mémoire

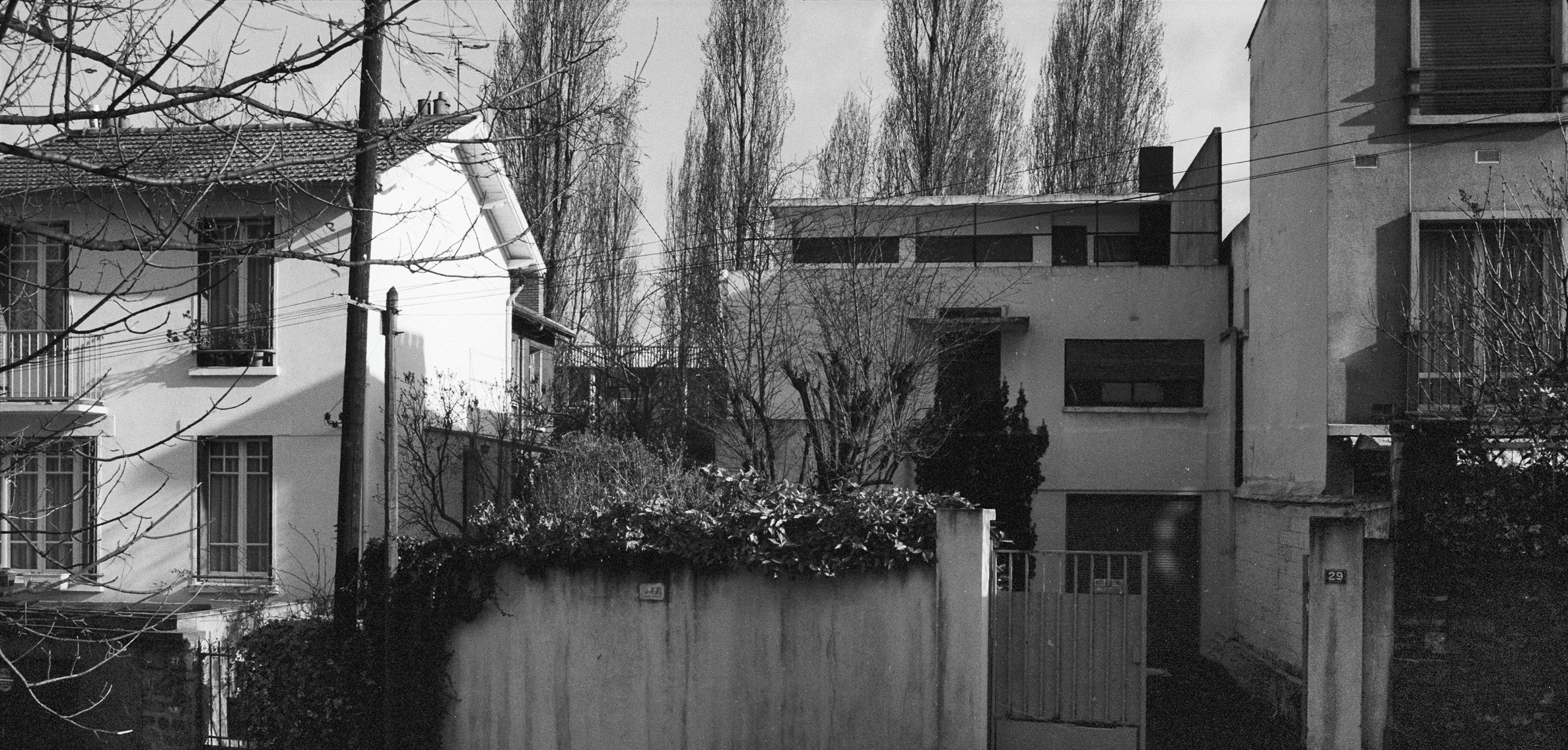
Voorgevel met entreepartij - Meudon Val Fleury - 20317620 - RCE

- Maison-atelier de Theo van Doesburg, construite en 1927 par l'architecte néerlandais Theo van Doesburg[3].
- Maison de la nature et de l'arbre.
- Piscine municipale Guy-Bey, ouverte en 1969[4].